# LAST TEENAGE APPEARANCE (映像作品)
LAST TEENAGE APPEARANCE（ラスト・ティーンエイジ・アピアランス）は、日本の、シンガーソングライターである尾崎豊の6作目のライブ・ビデオ。監督は佐藤輝。
1997年11月15日にソニー・ミュージックレコーズよりVHSでリリースされ、2013年11月27日にDVDで再発売された。

## 背景
「LAST TEENAGE APPEARANCE TOUR」は1985年11月1日に四日市市文化会館でスタートした。ツアー途中の11月27日の釧路市民文化会館が10代最後の公演となり、11月29日室蘭文化センター公演の時点で20歳になった。その後、1986年1月1日の福岡国際センターでのライブをもってツアーは終了。ライブ後には無期限活動休止を発表している。
1986年1月14日に、同ツアーの中から、11月15日に行われた代々木オリンピックプール第一体育館でのライブ映像を編集したテレビ番組『YUTAKA OZAKI Last Teenage Appearance 早すぎる伝説 1985・11・15』（フジテレビ系列）が放映された。また、翌1987年10月21日には、同公演を収録したライブアルバム『LAST TEENAGE APPEARANCE』がリリースされた。

## 解説
本作品は、1985年11月14日、15日の2日間に渡って行われ、このツアー最大の約3万人を動員した代々木オリンピックプール第一体育館での公演から収録されている。構成は、前述の「早すぎる伝説」を、公開されていなかった新たな映像を追加し再編集したものである（なお、「早すぎる伝説」自体は後に『625 DAYS』（2005年）の特典として収録されている）。
公演から2年後にライブアルバム『LAST TEENAGE APPEARANCE』はリリースされていたが、映像作品化は公演から実に12年を経てのことである。2013年にVHSと同内容でDVD化された。

## 構成
ライブ・アルバムの『LAST TEENAGE APPEARANCE』には当日演奏された20曲のうち、13曲が収録されており、「Teenage Blue」、「米軍キャンプ」、「坂の下に見えたあの街に」、「Scrap Alley」、「ハイスクールRock'n'Roll」、「愛の消えた街」、「Freeze Moon」の7曲が未収録となっていた。このうち「Teenage Blue」、「坂の下に見えたあの街に」、「ハイスクールRock'n'Roll」、「Freeze Moon」の4曲が本映像作品に収録されたが、ライブ・アルバムには収録されていた「彼」、「Bow!」、「ダンスホール」、「シェリー」の4曲はカットされ、ビデオは13曲収録（7曲が映像未収録）となった。2004年11月28日には「早すぎる伝説」を再び編集し、未公開映像（「Bow!」、「ダンスホール」、「シェリー」）を加えたフィルム『早すぎる伝説 ディレクターズカット』が東京国際フォーラムなど全国28ヶ所で公開されている。このディレクターズカット版は商品化されていない。

## 収録曲
全曲、作詞・作曲：尾崎豊
1. 卒業 - GRADUATION
2. Driving All Night
3. 街の風景 - SCENES OF TOWN
4. Teenage Blue
5. 坂の下に見えたあの街に - DOWNSLOPE
6. 存在 - EXISTENCE
7. ハイスクールRock'n'Roll - HIGH SCHOOL ROCK'N'ROLL
8. Scrambling Rock'n'Roll
9. 十七歳の地図 - SEVENTEEN'S MAP
10. 路上のルール - RULES ON THE STREET
11. 15の夜 - THE NIGHT
12. Freeze Moon
13. I LOVE YOU

## 参加ミュージシャン
- 「Yutaka Ozaki & Heart Of Klaxon」
  - 尾崎豊 - ボーカル、ピアノ、ギター、ブルースハープ
  - 鴇田靖 - ギター
  - 江口正祥 - ギター
  - 田口正人 - ベース
  - 樫原伸彦 - ピアノ
  - 松原博 - キーボード、シンセサイザー
  - 吉浦芳一 - ドラムス
  - 阿部剛 - サクソフォーン、フルート、パーカッション